# Tripterygion
|  | Dieser Artikel wurde aufgrund von formalen oder inhaltlichen Mängeln in der Qualitätssicherung Biologie zur Verbesserung eingetragen. Dies geschieht, um die Qualität der Biologie-Artikel auf ein akzeptables Niveau zu bringen. Bitte hilf mit, diesen Artikel zu verbessern! Artikel, die nicht signifikant verbessert werden, können gegebenenfalls gelöscht werden. Lies dazu auch die näheren Informationen in den Mindestanforderungen an Biologie-Artikel. |

Die Spitzkopf-Schleimfische (Tripterygion) sind eine Gattung kleiner Meeresfische aus der Familie der Dreiflossen-Schleimfische (Tripterygiidae). Die Arten der Gattung kommen im Mittelmeer, im Atlantischen Ozean und im Schwarzen Meer vor. Wie alle Dreiflossen-Schleimfische sind Spitzkopf-Schleimfische bodenbewohnende, versteckt lebende Fische. Sie sind in felsigen Gebieten und häufig in flachem Küstenwasser zu finden.

## Arten
Zur Gattung Tripterygion zählen vier Arten:
- Gelber Spitzkopf-Schleimfisch (Tripterygion delaisi Cadenat & Blache, 1970)
- Zwergspitzkopf-Schleimfisch (Tripterygion melanurus Guichenot, 1850)
- Tripterygion tartessicum Carreras-Carbonell, Pascual & Macpherson, 2007
- Roter Spitzkopfschleimfisch (Tripterygion tripteronotum (Risso, 1810))

Der Zwergspitzkopf-Schleimfisch ist im Mittelmeer endemisch. Die Verbreitungsgebiete des Gelben Spitzkopf-Schleimfisches und des Tripterygion tartessicum erstrecken sich vom Mittelmeer bis zum östlichen Atlantischen Ozean. Der Rote Spitzkopfschleimfisch kommt sowohl im Mittelmeer als auch im Schwarzen Meer vor.

## Galerie

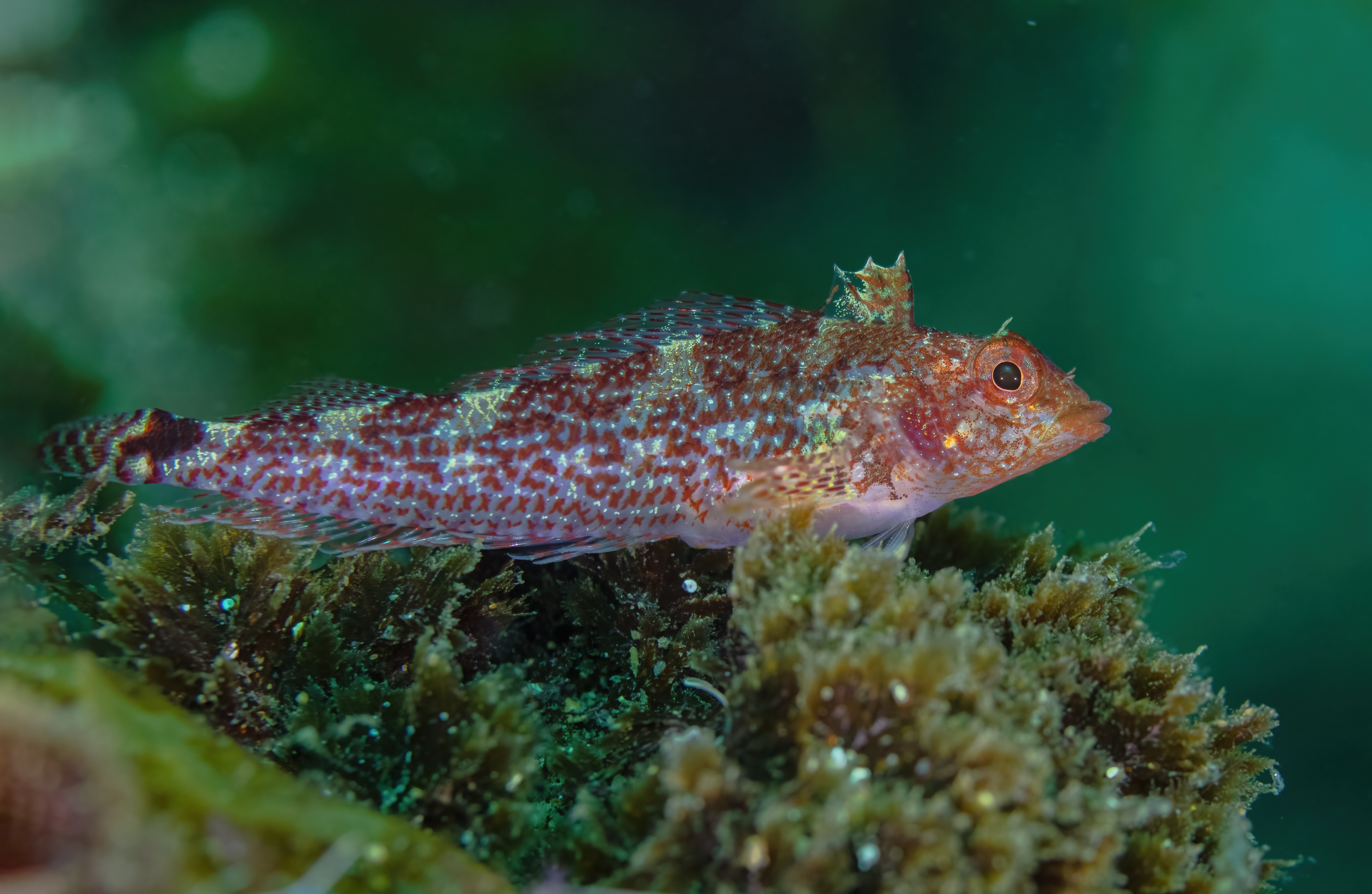
Gelber Spitzkopf-Schleimfisch
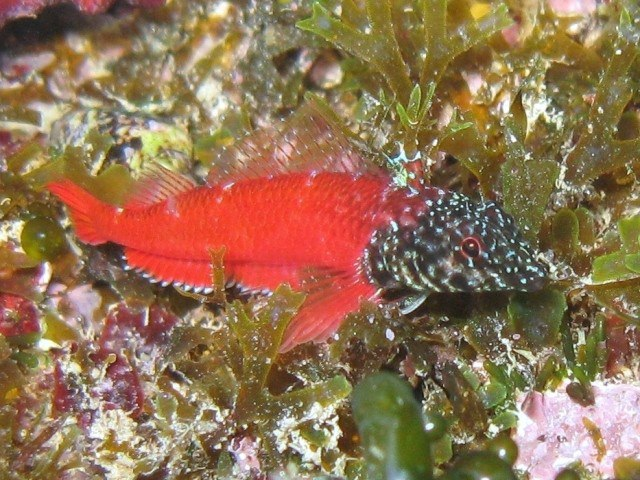
Zwergspitzkopf-Schleimfisch
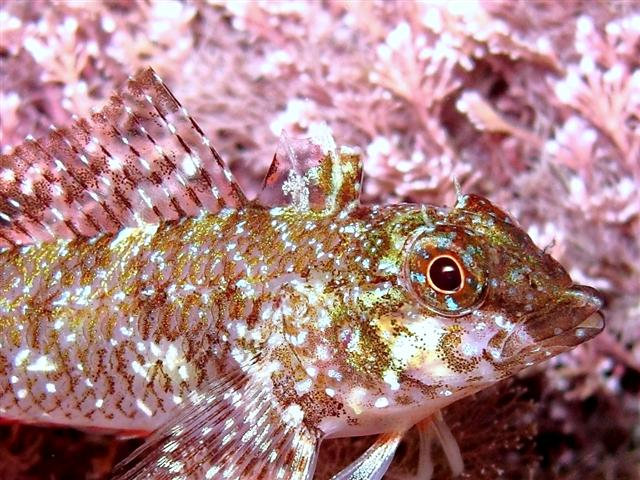
Tripterygion tartessicum
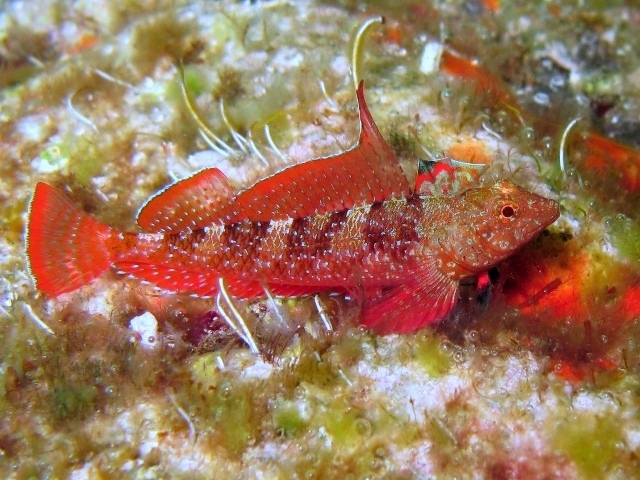
Roter Spitzkopfschleimfisch